# Ann Howard
Ann Howard, all'anagrafe Ann Pauline Swadling (Londra, 22 luglio 1934 – Surbiton, 26 marzo 2014) è stata un mezzosoprano britannico.

## Biografia
Dopo aver abbandonato gli studi durante l'adolescenza, Ann Howard lavorò come commessa in una gioielleria. Dopo aver preso lezioni di canto cominciò a recitare in alcuni musical e pantomime. 
Nel 1960 fu scritturata dalla Royal Opera House come corista. Dopo aver cantato ruoli minori al Covent Garden, cominciò a cantare con la futura English National Opera, con cui debuttò in Der Zigeunerbaron. Durante gli anni sessanta cantò in tutto il Regno Unito, ottenendo recensioni positive per la sua Musetta ne La bohème al Sadler's Wells, Fricka ne La valchiria con la Scottish Opera e nella prima di The Mines of Sulphur di Richard Rodney Bennett a Londra sotto la direzione musicale di Colin Davis.
Nel 1970 ottenne il successo con Carmen, un ruolo con cui fece il suo debutto al London Coliseum sotto la regia di John Copley; quello di Carmen fu il suo ruolo di maggior successo e lo cantò per duecentocinquanta rappresentazioni in tutto il mondo fino al 1984, apparendo anche accanto al Don José di Placido Domingo alla New York City Opera (1972).
Successivamente si dedicò a ruoli da caratterista, cantando, tra le altre, le parti della Strega in Hansel und Gretel e di Dalila in Sansone e Dalila. Nel 1991 fece il suo debutto nel mondo del musical in occasione della prima di Into the Woods nel West End londinese. Si ritirò dalle scene nel 1999 dopo aver cantato in Peter Grimes con la Welsh National Opera. Nei quindici anni seguenti si dedicò all'insegnamento.
Fu sposata con il pianista Keith Desmond Giles dal 1954 alla morte dell'uomo nel 2004 e la coppia ebbe una figlia.